# コロッサルカーボンチューブ
コロッサルカーボンチューブ（英: Colossal carbon tube、略称CCT）とは、炭素の単体によって構成されるマイクロメートルクラスのチューブ状の物質。

## 性質
コロッサルカーボンチューブ（CCT）の直径は40~100 μmである。これは同じ炭素で構成されるカーボンナノチューブの直径0.4~50 nmに比べて103程の大きさである。X線による構造解析では0.34 nmのグラファイトの結晶構造が層を成しており、CNTと同様にグラフェンシートで構成されると考えられる。
CCTはCVD法を用いて製作される。850℃の炉の中に、エチレンとパラフィンオイルの混合物を用いる。
カーボンナノチューブと同様に高い強度と軽量という性質を持つ。強度は7 GPaで鋼鉄（2GPa）の3.5倍、密度は0.116 g/cm3、比強度は約60,000 kN·m/kgであり、破壊長は約6,000 kmである。
導電性があり、いくつかの半導体的特性も示す。

## 用途
・綿の繊維に近い大きさのため、防弾チョッキのような高機能な衣料を作り出せると考えられている。